# De Rust
De Rust is een dorp met 3566 inwoners, in de regio West-Kaap in Zuid-Afrika. De plaats is gelegen in het district Tuinroute. Het dorp is gesticht in 1900 en ligt ongeveer 5 kilometer van de Stompdrifdam, een stuwdam in de Olifantsrivier. De Rust ligt aan de weg (N12) die over de Meiringspoort, een pas door de Swartberge, naar de Grote Karoo leidt.

## Subplaatsen
Het nationaal instituut voor de statistiek, Stats SA, deelt sinds de census 2011 deze hoofdplaats in in zogenaamde subplaatsen (sub place), c.q. slechts één subplaats:
De Rust SP.